# Diocese de Ituiutaba

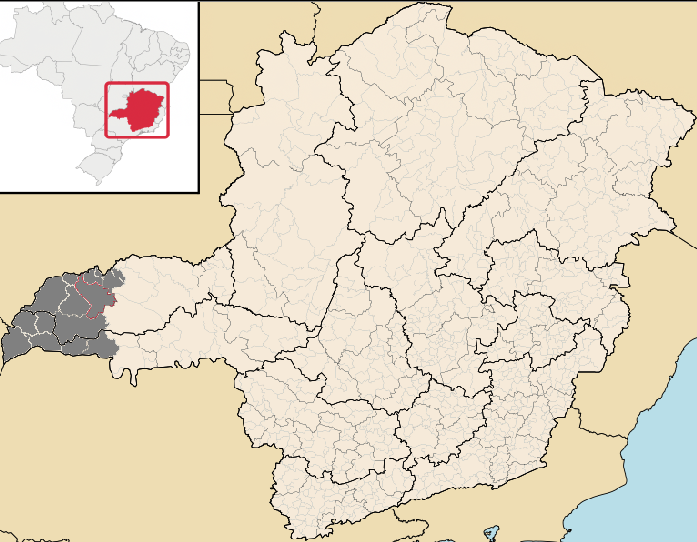
Mapa da diocese de Ituiutaba.

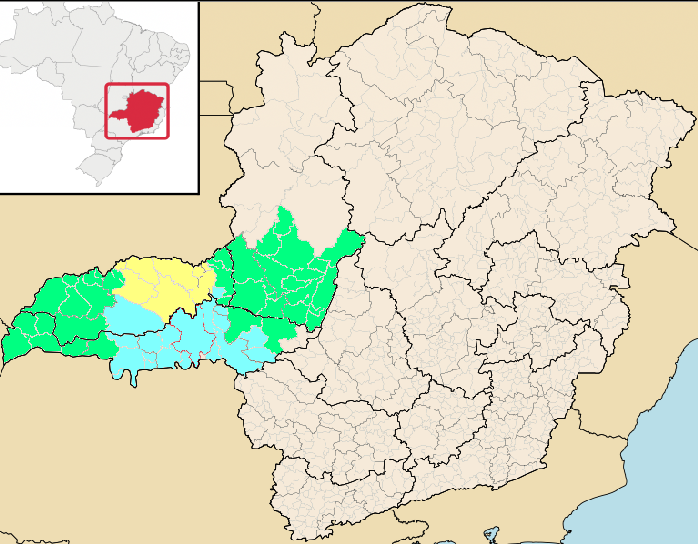
Província Eclesiástica de Uberaba.

Regional CNBB Leste 2.

A Diocese de Ituiutaba (Dioecesis Ituiutabensis) é uma divisão territorial da Igreja Católica no estado de Minas Gerais. A sé episcopal está na Catedral de São José, localizada no município de Ituiutaba.
Foi criada em 16 de outubro de 1982 pelo Papa João Paulo II pela bula Quo Melius  de 16 de outubro de 1982, sendo inserida dentro da Arquidiocese de Uberaba, incorporando as cidades e anteriormente parte da Diocese de Uberlândia.
A porcentagem de Católicos na diocese é estimada em 78.9%, a partir dos dados publicados no Anuário Pontifício de 2024.

## Dioceses limítrofes
- Arquidiocese de Uberaba
- Diocese de Uberlândia
- Diocese de São José do Rio Preto
- Diocese de Jales
- Diocese de Jataí
- Diocese de Itumbiara
- Diocese de Três Lagoas

## Bispos
| Bispos | Bispos                       | Bispos      | Bispos                               |
| nº     | Nome                         | Período     | Notas                                |
| ------ | ---------------------------- | ----------- | ------------------------------------ |
| 5°     | Valter Magno de Carvalho     | 2025-       | Atual                                |
| 4º     | Irineu Andreassa, O.F.M.     | 2017 - 2025 | Renunciou                            |
| 3°     | Francisco Carlos da Silva    | 2007 - 2015 | Nomeado Bispo de Lins.               |
| 2°     | Paulo Sérgio Machado         | 1989 - 2006 | Nomeado Bispo de São Carlos.         |
| 1°     | Aloísio Roque Oppermann, SCJ | 1983 - 1988 | Nomeado Bispo-coadjutor de Campanha. |

## Divisão territorial

Foranias da diocese.

A Diocese abrange quinze municípios e sete distritos no Pontal do Triangulo Mineiro em seis Foranias conforme divisão pastoral.
Forania São José
- Ituiutaba (sede).

Forania Cristo Rei e Nossa Srª do Carmo
- Centralina (sede), Canápolis, Capinópolis, Ipiaçu, Cachoeira Dourada.

Forania Nossa Srª das Vitórias
- Santa Vitória (Minas Gerais) (sede), Gurinhatã, Chaveslândia (distrito), Perdilândia (distrito) e Flor de Minas (distrito)

Forania Nossa Srª de Fátima
- Iturama (sede), Alexandrita (distrito), São Francisco de Sales, Itapagipe, Campina Verde, Honorópolis (distrito).

Forania Nossa Srª Aparecida e São Sebastião
- Carneirinho (sede), Limeira do Oeste, União de Minas, São Sebastião do Pontal (distrito), Estrela da Barra (distrito).